# Згорна Йевница
Згорна Йевница (на словенски: Zgornja Jevnica) е село в Словения, регион Средна Словения, община Лития. Според Националната статистическа служба на Република Словения през 2015 г. селото има 59 жители.